# Serce w plecaku
Serce w plecaku – polska piosenka powstała w 1933 autorstwa podoficera Michała Zielińskiego. Podczas II wojny światowej śpiewali ją Polacy na wszystkich frontach. Szczególną popularność zyskała w polskich oddziałach partyzanckich.

## Historia
Najpierw powstał wiersz pod tym samym tytułem w ramach konkursu ogłoszonego przez gazetę „Żołnierz Polski” w 1933. Napisał go za radą swojego pułkowego kapelmistrza Michał Zieliński, odbywający służbę wojskową w Truskawcu i grający w orkiestrze miejscowej jednostki. Jego wiersz najpierw wydrukowano w prasie, a następnie opublikowano w wydanym w 1938 zeszycie „Wierszy żołnierskich”. Wtedy również rozpoczęło się stopniowe narastanie popularności utworu śpiewanego na melodię skomponowaną również przez Michała Zielińskiego. Jednakże tekst piosenki, do której dorobiony został refren, różnił się znacząco od wiersza. Największą sławę w swojej historii utwór muzyczny zdobył w latach 1939–1945. 
Piosenka pojawiła się w filmie Zakazane piosenki (1946) oraz w filmie Ogniomistrz Kaleń (1961), gdzie odtwarzana jest podczas początkowych scen na targowisku.